# José Bernardo de Tagle
Pour les articles homonymes, voir Tagle.
José Bernardo de Tagle y Portocarrero, marquis de Torre Tagle et marquis de Trujillo (né le 21 mars 1779 à Lima, au Pérou et mort le 26 septembre 1825 à Callao) est un militaire et homme d'État péruvien.

## Biographie
José Bernardo de Tagle est par deux fois brièvement président de la République du Pérou :
- Du 27 février au 28 février 1823.
- Du 17 juillet 1823 au 17 février 1824.

Il est, avec Bernardo de Monteagudo et Mariano Eduardo de Rivero y Ustariz, à l'origine de la fondation du Musée national d'archéologie, anthropologie et histoire du Pérou, situé à Lima.